# Antocha (Orimargula) sparsissima
Antocha (Orimargula) sparsissima is een tweevleugelige uit de familie steltmuggen (Limoniidae). De soort komt voor in het Afrotropisch gebied.